# Robert Griffiths
Robert Griffiths (Uttar Pradesh, 25 de fevereiro de 1937) é um físico estadunidense.